# Stykkið
Stykkið [ˈstɪʰʧɪ] és un poble situat a la costa oest de l'illa de Streymoy, a les illes Fèroe. Forma part del municipi de Kvívík. L'1 de gener de 2021 tenia 41 habitants.
La localitat està situada a l'oest de l'illa de Streymoy, a la riba de l'estret de Vestmannasund. Just al nord hi ha Kvívík, capital municipal; el poble de Leynar està situat immediatament al sud. Stykkið s'assenta a la carena d'una vall estreta que forma la desembocadura del riu Leynará. El Vágatunnilin, el túnel submarí que connecta l'illa de Vágar amb la de Streymoy, té la seva boca a 1 km de Stykkið.
El poble va ser fundat el 1845.
La línia d'autobús 100/300, que connecta Vestmanna amb Tórshavn, passa per Stykkið. Tanmateix no hi fa parada. Els seus habitants han d'anar fins a Kvívík, la localitat més propera, per a fer-ne ús.